# Gephyromantis leucocephalus
A Gephyromantis leucocephalus   a kétéltűek (Amphibia) osztályába és  a békák (Anura) rendjébe aranybékafélék (Mantellidae) családjába tartozó faj. 

## Előfordulása
Madagaszkár endemikus faja. A sziget délkeleti részén, a Midongy du sud Nemzeti Parktól Tôlanaróig, 900 m-es magasságig honos.

## Megjelenése
Kis méretű  Gephyromantis faj. A hímek testhossza 26–29 mm, a nőstényeké 28–33 mm. Háti bőre viszonylag sima, bőrredők nélküli. Felső ajkán, általában nem folyamatos, fehér csík húzódik.

## Természetvédelmi helyzete
A vörös lista a mérsékelten fenyegetett fajok között tartja nyilván. Két védett területen, a Midongy du sud Nemzeti Parkban és az Andohahela Nemzeti Parkban is megtalálható. Bár a faj jelentős létszámú és alkalmazkodóképes, a védett területeken kívül élőhelyének elvesztése jelent fenyegetést rá a mezőgazdaság, a fakitermelés, a szénégetés, a legeltetés és a települések fejlődése következtében.